# Böhmens vapen

Böhmens vapen är numera identiskt med Tjeckiens lilla statsvapen.

Böhmens vapen har funnits i många hundra år. Det utgörs av ett lejon av silver i rött fält. Lejonet är dubbelsvansat och har beväring av guld och en krona av guld på huvudet.
Böhmen har genom tiderna ingått i olika riken och dess vapen har också ingått i olika sammansatta statsvapen för dessa riken. Numera ingår det, helt i enlighet med denna tradition, i Tjeckiens statsvapen. Det lilla statsvapnet är identiskt med Böhmens vapen och i det stora vapnet förekommer det två gånger i en kvadrerad sköld.
Numera används endast skölden i vapnet, men tidigare har det också kunnat framställas med andra attribut kring skölden.

Böhmens vapen i äldre framställningar
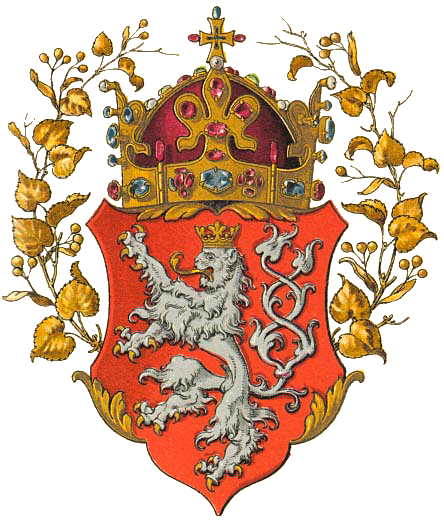
Kungariket Böhmens heraldiska vapen krönt med den kungakrona som det hade när det var en del av Kejsardömet Österrike.
En äldre framställning av vapnet, där det också har hjälm med hjälmprydnad och hjälmtäcke.
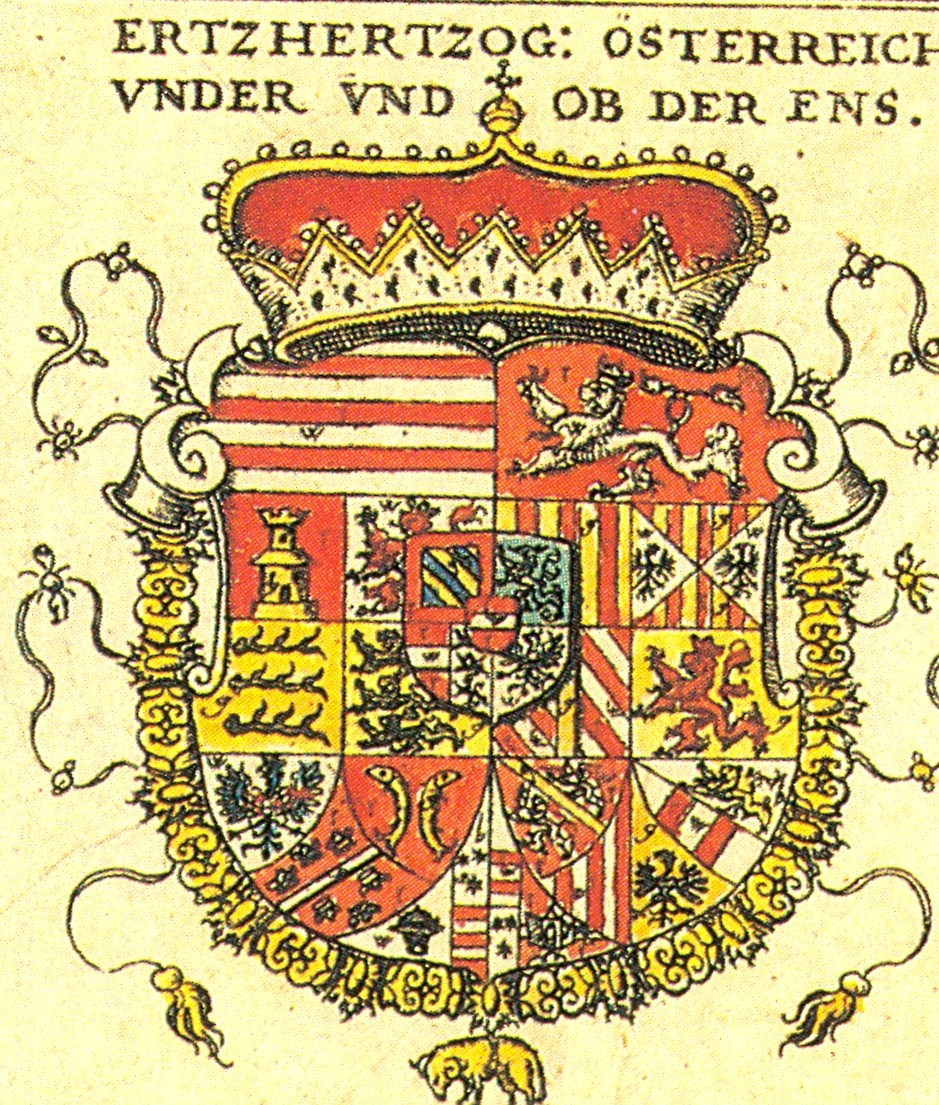
I ärkehertigens av Österrike vapen som det framställdes i Siebmachers vapenbok 1605, syns Böhmens vapen längst upp till heraldiskt vänster.